# Polina Jerebtsova
Œuvres principales
Le Journal de Polina
Polina Viktorovna Jerebtsova (en russe : Полина Викторовна Жеребцова), née le 20 mars 1985, à Grozny en Tchétchénie (URSS), est une poétesse et écrivain russe auteur du Journal de Polina qui a été traduit dans de nombreuses langues européennes.
En 2013, Polina Jerebtsova a obtenu l'asile politique en Finlande. Engagée dans la défense des droits de l'homme, elle milite en faveur de la libération de Boris Stomakhine. En 2012, elle est finaliste du Prix Andreï Sakharov (« Le journalisme en tant qu'acte de conscience »).

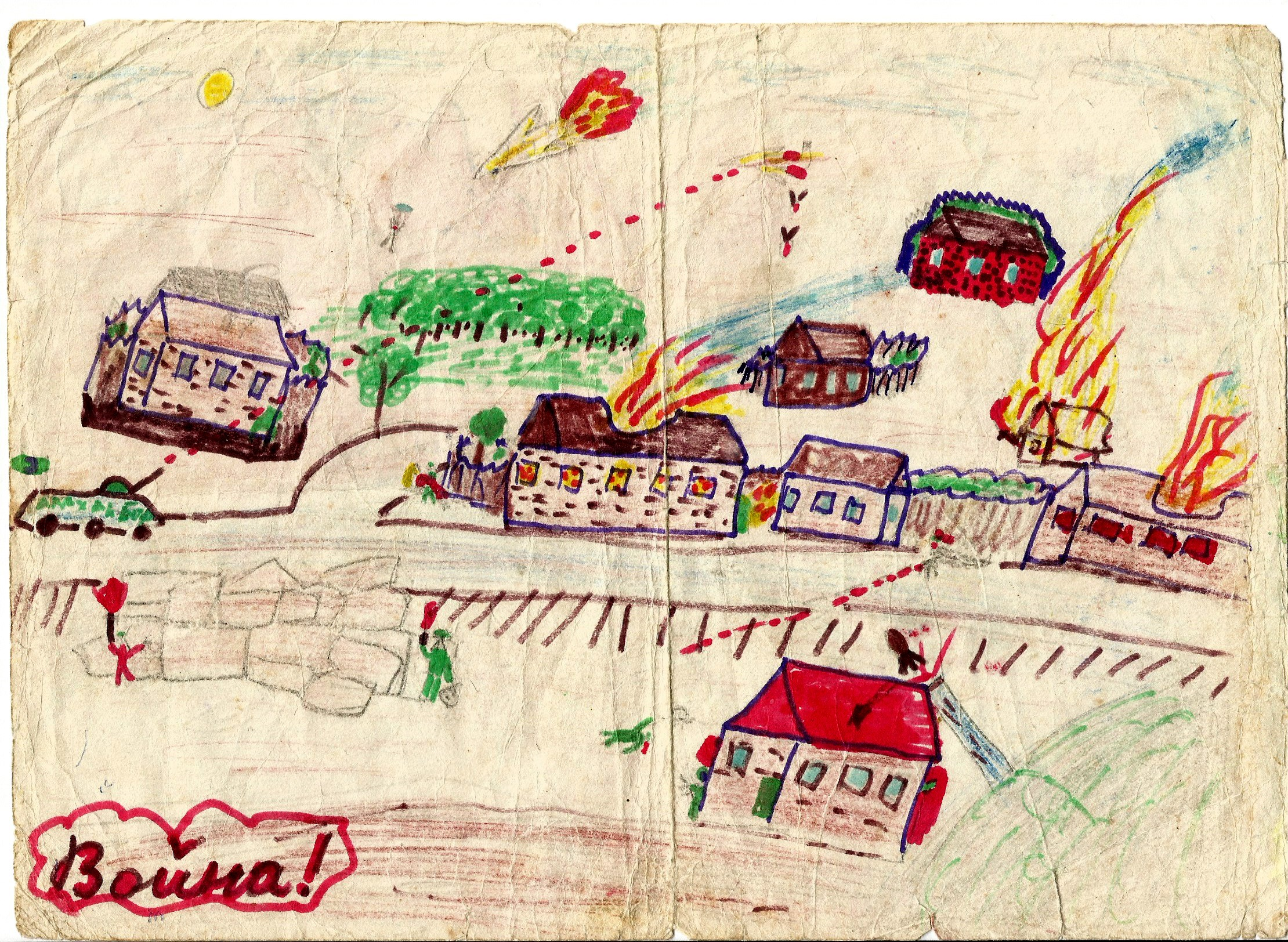
Polina Jerebtsova, 1995,dessin

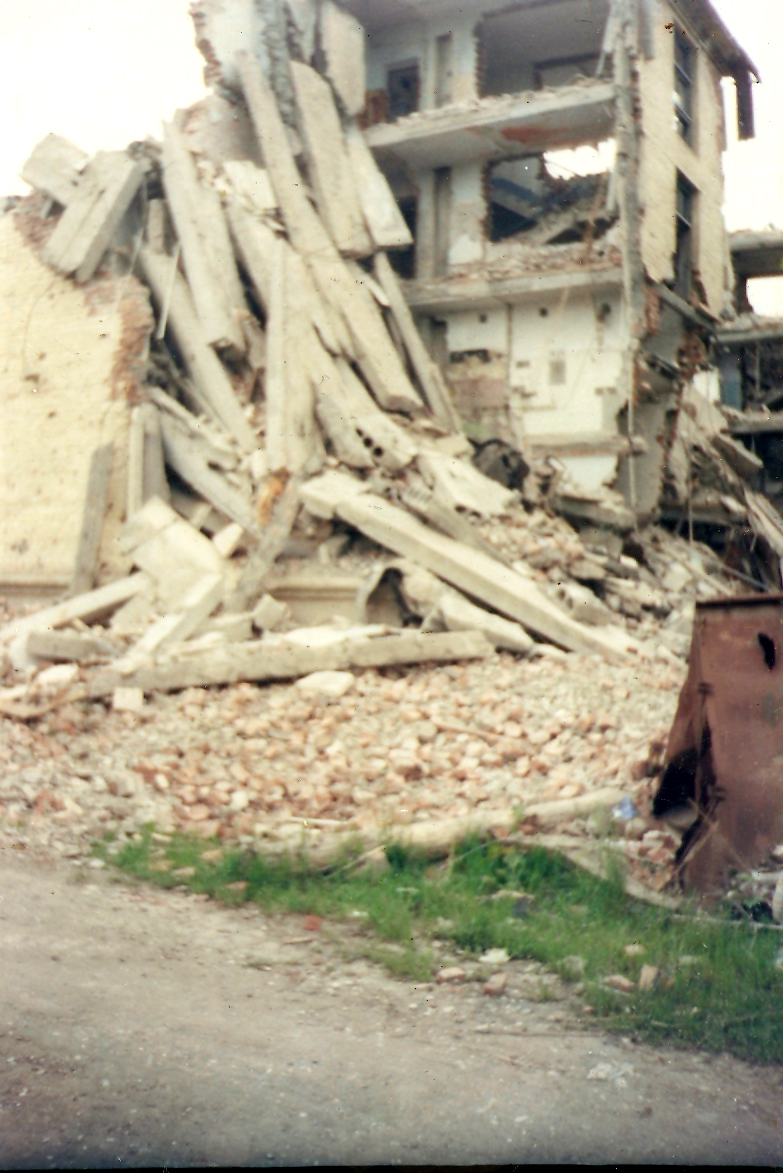
maison Poline

## Biographie
Polina Jerebtsova est née dans une famille multiculturelle sur le territoire de la République socialiste soviétique autonome de Tchétchénie-Ingouchie, dans la ville de Grozny. Elle grandit dans un contexte cultivé où la Torah, la Bible et le Coran se côtoient sur les étagères de la riche bibliothèque familiale. Elle étudie dès son plus jeune âge les religions, l’histoire et la philosophie.
Lors de la première guerre de Tchétchénie, qui commence en 1994, son grand-père maternel est tué dans un bombardement. C'est à ce moment, alors qu'elle est âgée de neuf ans, qu'elle se met pour de bon à noter dans son journal les événements qui se déroulent autour d'elle. Elle y consigne ses humeurs et raconte sa vie quotidienne, émaillée d’anecdotes sur ses voisins et ses amis. Elle témoigne entre autres de la montée des tensions entre Russes et Tchétchènes, racontant qu'elle est la cible d’insultes de la part de ses camarades d’école du fait de son patronyme à consonance russe.
Polina a 14 ans en 1999, lorsque débute la seconde guerre de Tchétchénie. Alors qu'elle aide sa mère à vendre des journaux dans le centre de Grozny, une roquette s'abat sur le marché central, tuant de nombreux civils et la blessant à la jambe.
Malgré l'intensification des tirs et des bombardements sur Grozny, la blessure de Polina et les problèmes cardiaques de sa mère les empêchent de fuir. Prisonnières de leur quartier, elles doivent faire face à la famine et à la destruction pendant toute la durée du conflit.
En février 2000, 5 mois après avoir été blessée, Polina est enfin opérée et se voit retirer le plus gros des éclats d’obus logé dans sa jambe.
Malgré une scolarité interrompue et de nombreux changements d’établissements, tous successivement détruits par les bombardements, Polina entre à l’Institut pédagogique tchétchène en 2002, à l’âge de 17 ans. En 2004, elle obtient son diplôme de journalisme.
Dès 2003, elle collabore avec différents médias et est publiée dans de nombreux périodiques.
En 2005, Polina s’installe à Stavropol. Là, elle intègre l’université d’état et obtiendra son diplôme de psychologie générale en 2010.
En 2006, Elle est lauréate du prix littéraire Janusz Korczak. La même année, elle écrit à Alexandre Soljenitsyne pour lui demander de l’aider à publier son journal. La fondation Soljenitsyne l’aide alors à déménager à Moscou où elle poursuit ses collaborations avec différents journaux.

## Le Journal de Polina

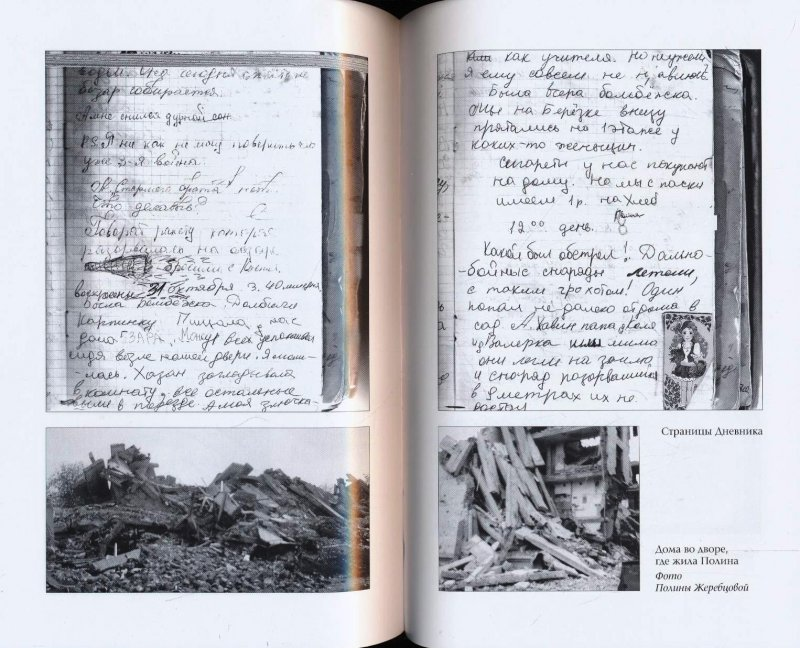
Le journal de Polina

Son journal intime, comparé à celui d’Anne Frank, sort en France en 2013.
Le récit commence au début de la deuxième guerre en Tchétchénie, en 1999. Polina Jerebtsova a alors 14 ans et vit à Grozny avec sa mère. Pendant trois ans, l’adolescente note tout. Jour après jour, elle décrit son quotidien, la destruction progressive de la ville et de leur appartement, la faim, l'évolution des relations entre les voisins, la peur, les bombardements. À son journal, elle confie aussi ses espoirs, ses doutes et émaille ses écrits de nombreux poèmes. Son ambition est déjà de démontrer l’absurdité d'une guerre qui oppose les habitants d’un même pays. Elle insiste d’ailleurs sur le fait qu’avant la première guerre de 1994, Russes et Tchétchènes cohabitaient harmonieusement.
De 2006 à 2010, des extraits de son journal paraissent dans la presse et en ligne, en Russie et à l’étranger. En 2011, elle parvient à faire publier la partie de son journal couvrant la période de la seconde guerre de Tchétchénie (1999-2002) aux éditions Detectiv Press. En 2013, il est traduit en français.

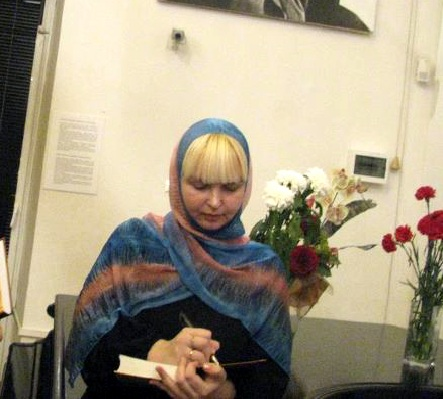
Polina Jerebtsova, Moscou, 2011.

Polina Jerebtsova a écrit un « Rapport sur les crimes de guerre sur le territoire de la République tchétchène (1994-2004) »,.

## Publications

### En russe
- Дневник Жеребцовой Полины, Detektiv-Press, 2011,  (ISBN 978-5-89935-101-3)
- Муравей в стеклянной банке. Чеченские дневники 1994-2004, Corpus, 2014.  (ISBN 978-5-17-083653-6)
- Тонкая серебристая нить (рассказы), AST 2015.   (ISBN 978-5-17-092586-5)
- Ослиная порода (автобиографическая повесть) —  Время 2017. (ISBN 978-5-9691-1536-1)
- 45 parallel (novel), Ukraine, 2017  (ISBN 978-966-03-7925-1)

### Traduction française
- Polina Jerebtsova, Le journal de Polina Jerebtsova : Dédié aux dirigeants de la Russie d'aujourd'hui, Paris, Book Éditions, 2013.  (ISBN 9782366080322)
- Polina Jerebtsova, Le journal de Polina Jerebtsova : Dédié aux dirigeants de la Russie d'aujourd'hui, Paris, 10/18, 2015.  (ISBN 9782264064554)

## Prix littéraires
- Prix Janusz Korczak pour un extrait de son journal publié sous le titre Baptême - 2006
- Prix Janusz Korczak pour l'histoire Petit ange - 2006
- Polina Jerebtsova a été finaliste pour le prix Andreï Sakharov "Journalisme en tant qu'acte de conscience" en 2012
- Prix Ernest Hemingway - 2017